# Ala I Flavia
Die Ala I Flavia [felix] [Numidica] [Gordiana] [Philippiana] [Severiana] (deutsch 1. flavische Ala [die Glückliche] [die Numidische] [die Gordianische] [die Philippianische] [die Severianische]) war eine römische Auxiliareinheit. Sie ist durch Militärdiplome und Inschriften belegt. In den Inschriften wird sie meistens nur als Ala Flavia bezeichnet; in der Inschrift (CIL 3, 388) erscheint sie als Ala Numidica.

## Namensbestandteile
- Flavia: die Flavische. Die Ehrenbezeichnung bezieht sich auf die flavischen Kaiser Vespasian, Titus oder Domitian.

- felix: die Glückliche. Der Zusatz kommt in dem Militärdiplom von 129 und der Inschrift (AE 1992, 1858) vor.

- Numidica: aus Numidia bzw. die Numidische. Der Zusatz kommt in dem Militärdiplom von 129 und den Inschriften (CIL 3, 388, CIL 6, 3654) vor.

- Gordiana: die Gordianische. Eine Ehrenbezeichnung, die sich auf Gordian III. (238–244) bezieht. Der Zusatz kommt in der Inschrift (AE 1992, 1858) vor.

- Philippiana: die Philippianische. Eine Ehrenbezeichnung, die sich auf Philippus Arabs (244–249) bezieht. Der Zusatz kommt in der Inschrift (AE 1985, 849) vor.

- Severiana: die Severianische. Eine Ehrenbezeichnung, die sich auf Severus Alexander (222–235) bezieht. Der Zusatz kommt in der Inschrift (AE 1929, 70) vor.

Da es keine Hinweise auf den Namenszusatz milliaria (1000 Mann) gibt, war die Einheit eine Ala quingenaria. Die Sollstärke der Ala lag bei 480 Mann, bestehend aus 16 Turmae mit jeweils 30 Reitern.

## Geschichte
Die Ala war in den Provinzen Africa und Numidia stationiert. Sie ist auf Militärdiplomen für die Jahre 128/129 bis 129 n. Chr. aufgeführt.
Die Einheit wurde wahrscheinlich unter einem der flavischen Kaiser aufgestellt. Spätestens am Ende des 1. Jhd. war sie in der Provinz Africa stationiert. Durch ein Diplom ist sie erstmals 128/129 in Africa nachgewiesen. In dem Diplom wird die Ala als Teil der Truppen (siehe Römische Streitkräfte in Africa) aufgeführt, die in der Provinz stationiert waren. Ein weiteres Diplom, das auf 129 datiert ist, belegt die Einheit in derselben Provinz.
Die Ala war in allen römischen Provinzen des westlichen Nordafrika im Einsatz. Durch eine Inschrift ist belegt, dass sich die Einheit (bzw. eine Vexillation derselben) 174 in El-Agueneb (Mauretania Caesariensis) aufhielt. Eine weitere Inschrift legt nahe, dass eine Vexillation zu einem unbestimmten Zeitpunkt in Tingis (Mauretania Tingitana) war. In der ersten Hälfte des 3. Jhd. wurde die Ala möglicherweise für einige Zeit aufgeteilt; durch Inschriften sind Vexillationen an mehreren Orten belegt.
Der letzte Nachweis der Ala beruht auf der Inschrift (AE 1985, 849), die auf 248 datiert ist.

## Standorte
Standorte der Ala in Africa (bzw. Numidia) waren möglicherweise:
- Zarai: Die Inschriften von Gaius Asinius Felix, Gargilius Silvanus und Lucius Volcacius wurden hier gefunden.

## Angehörige der Ala
Folgende Angehörige der Ala sind bekannt:

### Kommandeure
| - [] Corneli[anus]: er wird auf dem Diplom von 129 als Kommandeur der Ala genannt. - G(aius) Asinius Felix, ein Curator (CIL 8, 4510) - Q(uintus) Lollius Fronto, ein Präfekt (CIL 3, 388) | - P(ublius) Valerius Priscus Urc[i]tanus, ein Präfekt (CIL 6, 3654); er war auch Präfekt der Cohors I Asturum et Callaecorum, der Cohors I Apamenorum und der Ala I Hispanorum Auriana sowie Tribun der Cohors I Italica. |

### Sonstige
| - Antonius Proclinus, ein Reiter (CIL 8, 21814) - Aurelius O[]tus, ein Duplicarius (CIL 8, 21567) - C(aius) Iulius Do[n]atus, ein Decurio (AE 1985, 849) - C(aius) Iulius Peregrinus, ein Duplicarius (AE 1942/43, 77) - C(aius) Iulius Rogatianus, ein Decurio und ehemaliger Cornicularius (AE 1917/18, 74, AE 1917/18, 75) - C(aius) Manilius Victorinus, ein Duplicarius (CIL 8, 17633) - Fortunatus, ein Reiter (AE 1942/43, 77) | - Gargilius Silvanus, ein Reiter (AE 1937, 36) - Genialis, ein Reiter (CIL 8, 9657) - L(ucius) Volcacius, ein Reiter (AE 1939, 159) - M(arcus) B[r]utt[ius] []tatus, ein Decurio (CIL 8, 21567) - Mucianus, ein Reiter (AE 1942/43, 77) - P(ublius) Geminius Rogatianus, ein ehemaliger Decurio (AE 1914, 40) - S[]iltus [Te]r[t]ullus, ein Decurio (CIL 8, 11429) |

In der Inschrift (AE 1929, 70) sind die folgenden sechs Reiter aufgeführt:
| - [] Gorcianus - []tius Lucius | - Aurel(ius) Ianuarius - Cluvi[]tus | - Geminius Au[3]anus | - Modius Rusticus |

In der Inschrift (AE 1940, 154) sind die folgenden neun Reiter aufgeführt:
| - Arruntius Ian[uariu]s - Aur(elius) Daris [] - Aur(elius) Heraclio M[] | - Aur(elius) Nicadas [] - Fusci[us] Victorin(us) | - Geminius Fortunat(us) - L(ucius) Aur(elius) Incurianus | - Sergius Nasiub() - Vibi[us] []II Cas(tris) |